# Parlamento de Haití
El Parlamento de Haití (en francés Parlement Haïtien) es el máximo órgano bicameral que se encarga de ejercer el Poder Legislativo de Haití. El Parlamento está conformado por dos cámaras, el Senado y la Cámara de Diputados; la primera está integrada por 30 senadores, 3 por cada departamento elegidos por períodos de 6 años, estos se van renovando en 1/3 de los integrantes cada 2 años; la Cámara de Diputados está integrada por 119 miembros elegidos por un período de 4 años.